# Love's Sacrifice (film 1914)
Love's Sacrifice è un cortometraggio muto del 1914 diretto da George Osborne.

## Produzione
Il film fu prodotto dalla Kay-Bee Pictures.

## Distribuzione
Distribuito dalla Mutual Film, il film - un cortometraggio in due bobine - uscì nelle sale statunitensi il 1º maggio 1914.